# Wang Fu
Wang Fu (čínsky pchin-jinem Wáng Fú, znaky zjednodušené 王绂, tradiční 王紱, 1362–1416) byl čínský malíř, kaligraf a básník raného mingského období.

## Jména
Wang Fu používal zdvořilostní jméno Meng-tuan (čínsky pchin-jinem Mèngduān, znaky 孟端) a pseudonymy Jou-š’ (čínsky pchin-jinem Yǒushí, znaky 友石), Ťiou-lung šan-žen (čínsky pchin-jinem Jiǔ lóng shānrén, znaky zjednodušené 九龙山人, tradiční 九龍山人) a Ao-sou (čínsky pchin-jinem Áosǒu, znaky zjednodušené 鳌叟, tradiční 鰲叟).

## Život a dílo

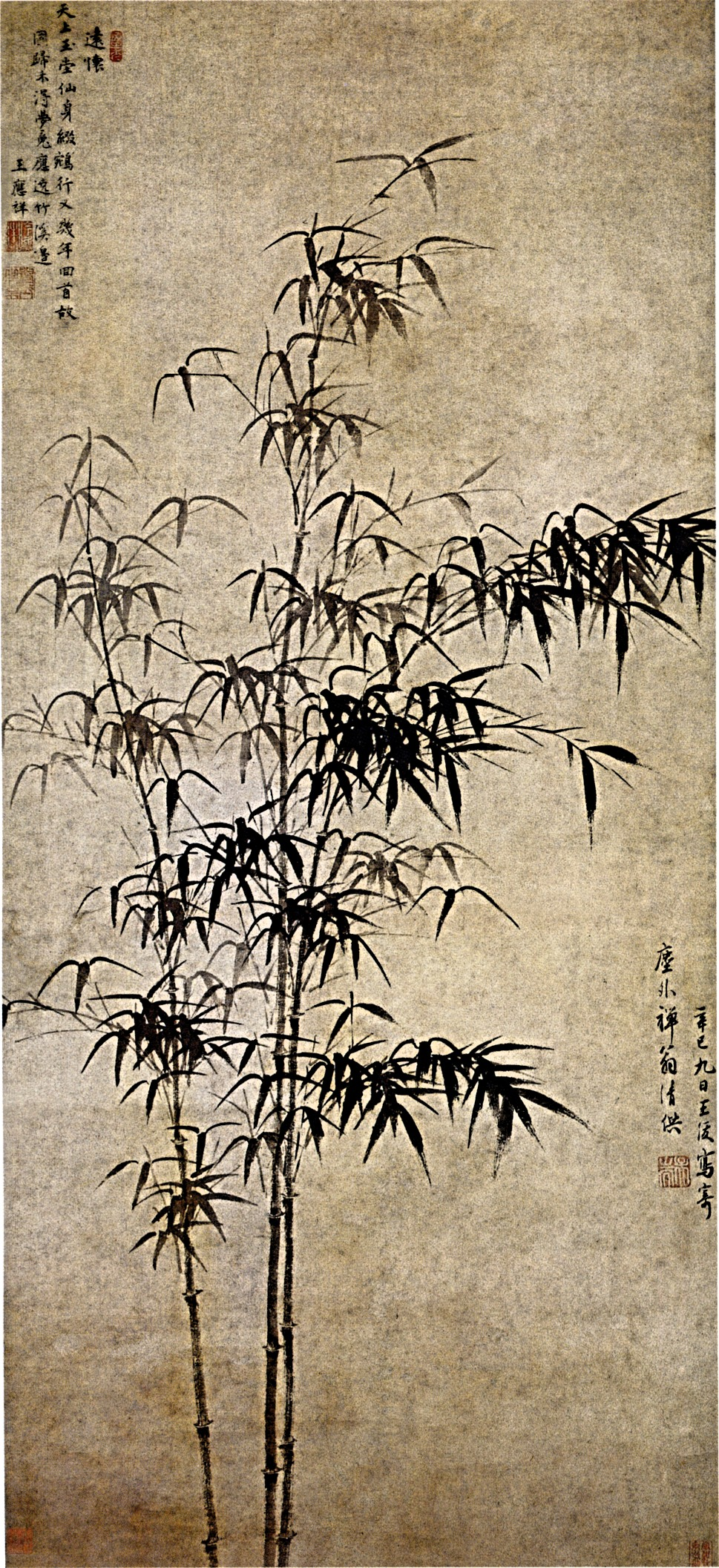
Wang Fu, Tušový bambus (墨竹圖), 1401, Palácové muzeum, Peking

Wang Fu pocházel z Wu-si (v provincii Ťiang-su). Byl úspěšným malířem, kaligrafem a básníkem. Působil jako kaligraf a písař u mingského císařského dvora v Nankingu, roku 1414 přešel do Pekingu. Tvořil nejrůznějšími styly, maloval krajiny ve stylu literátské tvorby Wang Menga a Ni Cana, většinou se však držel jihosungského akademického stylu Ma Jüana a Sia Kueje. Proslavil se tušovými kresbami bambusu.